# Nonsiparte
Nonsiparte fu il nome di una rivolta antimilitarista che, al grido «nun si parti, nun si parti!!!», scoppiò nel dicembre 1944 in Sicilia. Ebbe inizio quando ai giovani di età compresa tra i venti e i trent'anni arrivarono le cartoline precetto con le quali dovevano presentarsi ai rispettivi distretti per essere arruolati e mandati al fronte a combattere contro i tedeschi. Si concluse con la repressione da parte dell'esercito nel gennaio 1945.

## Storia
Nel dicembre del 1944, dopo la dissoluzione del Regio Esercito seguita all'8 settembre 1943, il nuovo governo decise di procedere ad una campagna di reclutamento di massa in Meridione, comprendendo anche ex renitenti, ex disertori ed ex sbandati, in modo da ricambiare le classi di combattenti più anziane, alcune delle quali avevano raggiunto anche i cinque anni di servizio. Per la sola Sicilia, secondo le stime più ottimistiche, lo stato maggiore dell'esercito disponeva di circa quindicimila unità, appena un quinto di quante ne erano previste. 
La maggior parte dei giovani, però, non voleva più sentir parlare di guerra, anche per la fame e la disoccupazione che non concedevano tregua, e non si presentò ai distretti. I richiamati non si nascosero, ma dimostrarono pubblicamente il loro rifiuto, organizzando cortei di protesta davanti alle prefetture, ai distretti militari e alle caserme dei carabinieri e chiesero che il governo fosse informato della loro intenzione di non obbedire agli ordini impartiti. La fine della fase pacifica della rivolta e l'inizio dell'insurrezione popolare si ebbero a Catania l'11 dicembre 1944, quando i militari spararono su un gruppo di dimostranti che, al grido di “abbasso la guerra”, dopo avere devastato il Municipio e l'esattoria, stavano tentando di assaltare anche il Distretto Militare; rimase ucciso lo studente Antonio Spampinato. Il 14 dicembre i moti culminarono con la devastazione del “Circolo Progresso” considerato nell'immaginario collettivo il luogo simbolo della “nobiltà” locale.
L'esercito impiegò quattro giorni per ristabilire l'ordine a Catania, ma focolai di rivolta si estesero immediatamente ad Avola, Scicli, Rosolino, Noto, Giarratana, Modica e Vittoria. Il 31 dicembre del 1944 Giacomo Petrotta, giovane dirigente comunista nel frattempo dimessosi dal partito, si pose a capo della gran parte dei giovani di Piana dei Greci, oggi Piana degli Albanesi, e li incoraggiò a rifiutarsi di rispondere alla chiamata alle armi. Riconosciuto leader del movimento dei “non si parte”, fondò la cosiddetta “Repubblica contadina” di Piana degli Albanesi, che capitolò il 20 febbraio del 1945. Anche a Comiso i ribelli proclamarono, il 6 gennaio 1945, una “Repubblica autonoma e fascista”, con elezione di un governo provvisorio, che si occupò della distribuzione giornaliera di viveri alla popolazione, e che si arrese sei giorni dopo di fronte alla minaccia di un bombardamento da parte del generale Brisotto. 
A Ragusa, il 4 gennaio del 1945 una giovane madre, Maria Occhipinti, in seguito deputato del Partito Comunista Italiano, si stese supina innanzi alle ruote del camion dell'esercito con dentro i giovani che stavano per essere portati coattivamente al distretto militare, impedendo materialmente con il proprio corpo che il camion avanzasse e che i giovani fossero portati in guerra. Se il motivo della rivolta nacque con la chiamata alle armi dei giovani, i tumulti in seguito si estesero per motivazioni più ampie. 
La sinistra parlamentare non fu in grado di comprendere i motivi di avversione del popolo, già sottoposto a enormi sacrifici durante la guerra, e bollò la rivolta come fascista. Sintomatico è il giudizio politico che la direzione del Partito Comunista applicò nel 1945 ai moti: «Si tratta di un vero e proprio rigurgito di fascismo che in collusione con certi gruppi del movimento separatista, sfruttando le tragiche condizioni di esistenza del popolo lavoratore (…), vuole impedire la partecipazione alla guerra di liberazione dei siciliani per mantenerli nell'attuale stato di prostrazione e aggravare la disgregazione politica e sociale dell'isola. I criminali fascisti tanto del ventennio mussoliniano quanto promotori dei torbidi recenti vanno dunque ricercati e puniti col massimo rigore come traditori della Patria in armi». 
Ma è improbabile che la rivolta fosse un «rigurgito di fascismo», e lo dimostra il grande coinvolgimento di anarchici come Franco Leggio, soprattutto a Ragusa, dove diffusero un periodico manoscritto dal titolo La scintilla darà la fiamma. «A mio parere» - ricorda Giacomo Cagnes, deputato comunista che partecipò da studente ai moti insurrezionali di Comiso «il movimento di rivolta, specie a Comiso, fu assolutamente spontaneo e popolare, stimolato dal richiamo alle armi, ma alimentato dalle antiche esasperazioni proprie delle popolazioni del sud.»
La rivolta alla fine fu repressa militarmente: le stime ufficiali parlano di decine di morti, un centinaio di feriti, migliaia di denunciati.

## Film sulla rivolta
- Adele Cambria, Maria Occhipinti, la rivolta dei Nonsiparte, documentario Raisat, 2000